# Ned Haig

## Biografía
Ned Haig nació en Jedburgh, Escocia. Su familia se trasladó a Melrose cuando era niño y cuando fue adulto puso una carnicería donde trabajó toda su vida. Después de participar en un partido de rugby, se interesó por el deporte, uniéndose al Melrose RFC en 1880.
Después de retirarse del rugby como jugador, continuó tomando parte activa en la gestión del club. Murió en Melrose el 29 de marzo de 1939 a la edad de 80 años.

## Invención del rugby seven

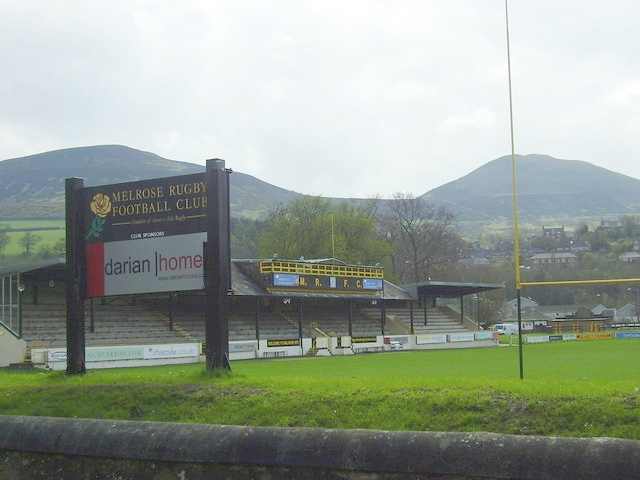
Campo del Melrose RFC, club donde Ned Haig inventó el rugby 7.

En 1883 el Melrose RFC deseaba organizar un torneo para recaudar dinero e invitar a clubes de la región, pero era imposible jugar varios partidos de rugby a 15 jugadores en un mismo día por cuestiones de tiempo y la recuperación física que necesitan los jugadores. Ante estas dificultades, Ned Haig sugirió la idea de que cada equipo jugara con siete jugadores y se redujera la duración del partido a 15 minutos.
Finalmente el 28 de abril de 1883 se llevó a cabo el torneo donde participaron ocho equipos de la región escocesa de Scottish Borders, la competición fue ganada por el local. El éxito de la competencia impulsó esta modalidad de juego organizándose campeonatos en toda Escocia y que luego se expanda por todo el Reino Unido.

## Legado

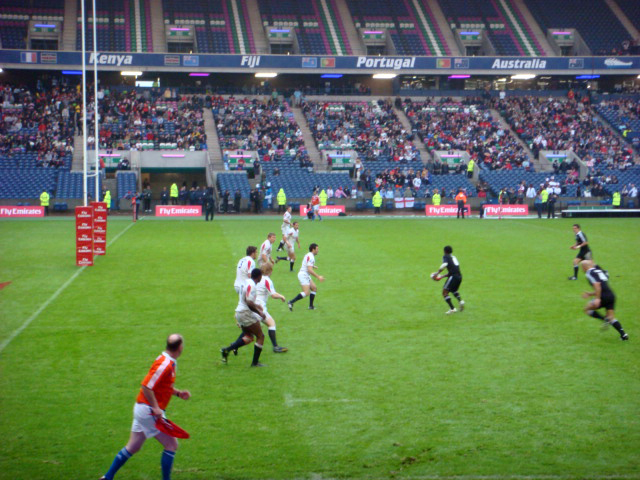
Partido de rugby 7 entre Inglaterra y Nueva Zelanda.

Esta versión del rugby es muy popular en la actualidad y se encuentra regulado por la World Rugby. Existen competiciones de gran importancia deportiva y fuertementes rentables económicamente como la Copa Mundial de Rugby 7 y la Serie Mundial de Rugby 7 en las que compiten ambos géneros.
La siguiente inscripción se puede encontrar en la lápida de Ned Haig en Melrose:

"Erigido por los clubes de Rugby de Escocia a la memoria del autor del Rugby Seven".
Lápida de Ned Haig en Melrose.

En 2008 Ned Haig fue homenajeado por la World Rugby e introducido al Salón de la Fama, como así también el Melrose RFC, su club de toda la vida.